# Symphurus orientalis
Symphurus orientalis es una especie de pez de la familia Cynoglossidae en el orden de los Pleuronectiformes.

## Distribución geográfica
Se encuentran al noroeste del Pacífico.